# Baden Jaxen
Baden Jaxen, precedentemente conosciuto come Dexter Terrez Strickland (Newark, 1º ottobre 1990), è un cestista statunitense.

## Palmarès
- McDonald's All-American Game (2009)
- NCAA AP All-America First Team (2009)